# Fritzens
Fritzens é um município da Áustria, situado no distrito de Innsbruck-Land, no estado do Tirol. Tem 6,12 km² de área e sua população em 2019 foi estimada em 2.168 habitantes.